# Kaba (Węgry)
Kaba – miasto na Węgrzech, w komitacie Hajdú-Bihar, w powiecie Püspökladány.